# Kaxholmen
Kaxholmen is een plaats in de gemeente Jönköping in het landschap Småland en de provincie Jönköpings län in Zweden. De plaats heeft 1402 inwoners (2005) en een oppervlakte van 88 hectare.